# Phasmophaga phasmophagae
Phasmophaga phasmophagae là một loài ruồi trong họ Tachinidae.